# Henry Austin

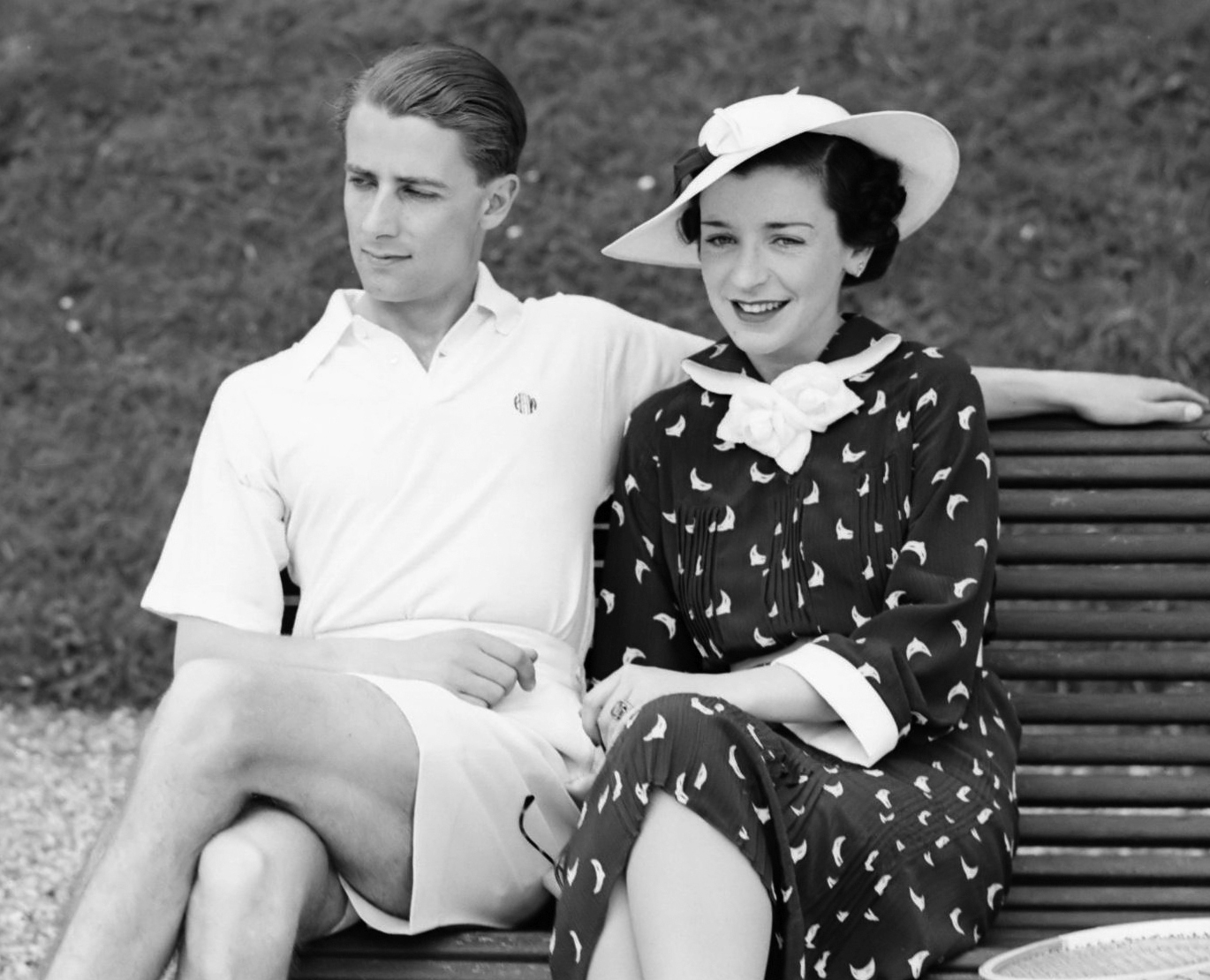
Bunny Austin und seine Frau Phyllis Konstam (1936)

Henry Wilfred „Bunny“ Austin  (* 20. August 1906 in London; † 20. August 2000) war ein britischer Tennisspieler.
Er stand in seiner Laufbahn zweimal im Herreneinzel in Wimbledon (1932, 1938) im Finale, konnte jedoch keines der beiden Endspiele gewinnen. Auch bei den französischen (1937) und amerikanischen Meisterschaften (1928, 1929) erreichte er das Endspiel, konnte diese aber ebenso wie im Mixed und im Doppel nicht gewinnen.
Bunny Austin war 1933 einer der ersten Tennisspieler, die in kurzen Hosen antraten.